# Heinrich Harsch
Heinrich Harsch war 1372 Bürgermeister der Reichsstadt Heilbronn. 

## Familiengeschichte
Heinrich Harsch soll der Stiefsohn von Albrecht Brussens gewesen sein. Dadurch gelangte der Vorname Albrecht in das Geschlecht der Harsch.

## Leben und Wirken
Heinrich Harsch war von Graf Eberhard dem Greiner von Wirtemberg belehnt worden.
Im Jahr 1372 war Heinrich Harsch Bürgermeister der Stadt Heilbronn. 
Bürgermeister Harsch hatte auch einen Rechtsstreit mit Heilbronn, den er am 5. Mai 1372 durch einen Vergleich wieder beilegt. Die Vergleichsurkunde von 1372 trägt auch das Siegel seines „Oheim der Grave“, welcher Vogt im Zabergäu war. Oheim der Grave dürfte aus dem Heilbronner Geschlecht Graf abstammen.

## Wappen
Das Wappen der Harsch ist abgebildet worden und zeigt zwei gekreuzte Hellebarden, jedoch ohne spitze Klinge.